# Eparchie mariinská
Eparchie mariinská je eparchie ruské pravoslavné církve nacházející se v Rusku.

## Území a titul biskupa
Zahrnuje správní hranice území městského okruhu Anžero-Sudžensk, Tajga a Jurga, také Ižmorského, Mariinského, Promyšlennovského, Tisulského, Topkinského, Ťažinského, Čebulinského, Jurginského, Jajského a Jaškinského Kemerovské oblasti.
Eparchiálnímu biskupovi náleží titul biskup mariinský a jurginský.

## Historie
Eparchie byla zřízena rozhodnutím Svatého synodu dne 26. července 2012 oddělením území z kemerovské eparchie. Stala se součástí nově vzniklé kuzbaské metropole.
Prvním eparchiálním biskupem se stal igumen Innokentij (Větrov), duchovní kemerovské eparchie.

## Seznam biskupů
- od 2012 Innokentij (Větrov)